# Maywood Park
Maywood Park – miasto w Stanach Zjednoczonych, w stanie Oregon, w hrabstwie Multnomah.